# Monte Maggiorasca
El Monte Maggiorasca es la montaña más alta de los Apeninos ligures y mide 1.804 m s. n. m. Se sitúa en la frontera entre Liguria y Emilia-Romaña, en Italia.

## Geografía
El Maggiorasca es ubicado sobre la línea divisoria a través de las cuencas hidrográficas del Río Aveto (ciudad metropolitana de Génova) y del río Ceno (provincia de Parma). Cerca de su cima, a 1.799 m s. n. m., hay una estatua de Nuestra Señora de Guadalupe construida en el año 1947.

## Ascenso a la cima

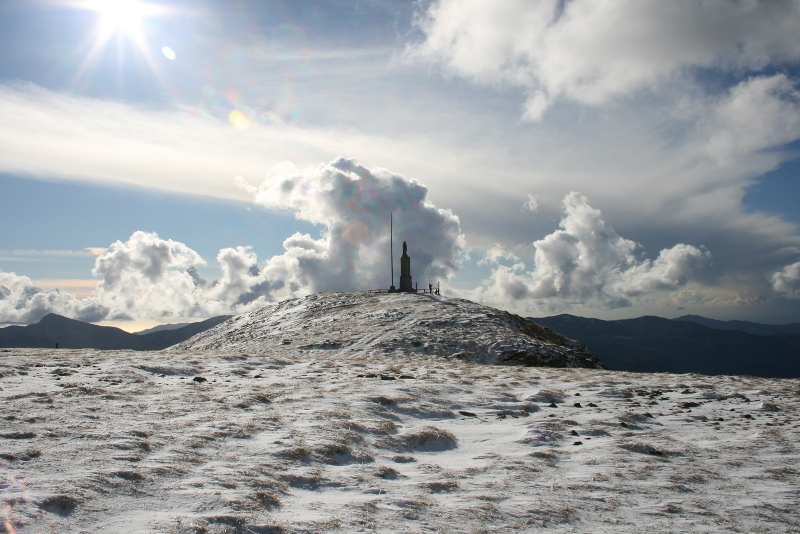
La estatua cerca de la cima

Escalar el Maggiorasca es fácil, y puede utilizarse el sendero desde el Passo dello Zovallo  (1.416 m).